# Épreville-en-Roumois
Épreville-en-Roumois ist eine Ortschaft und eine Commune déléguée in der Gemeinde Flancourt-Crescy-en-Roumois mit 561 Einwohnern (Stand: 1. Januar 2019) in der Normandie (vor 2016: Haute-Normandie) in Frankreich. Die Einwohner werden Éprevillais und Éprevillaises genannt.
Zum 1. Januar 2016 wurde Épreville-en-Roumois mit Bosc-Bénard-Crescy und Flancourt-Catelon zur Commune nouvelle Flancourt-Crescy-en-Roumois zusammengelegt. Die Gemeinde Épreville-en-Roumois gehörte zum Département Eure, zum Arrondissement Bernay und zum Kanton Bourgtheroulde-Infreville.
Épreville-en-Roumois liegt etwa 42 Kilometer südwestlich von Rouen.

## Bevölkerungsentwicklung
| Jahr                      | 1962 | 1968 | 1975 | 1982 | 1990 | 1999 | 2006 | 2013 |
| ------------------------- | ---- | ---- | ---- | ---- | ---- | ---- | ---- | ---- |
| Einwohner                 | 277  | 254  | 279  | 302  | 351  | 317  | 360  | 436  |
| Quelle: Cassini und INSEE |      |      |      |      |      |      |      |      |

## Sehenswürdigkeiten
- Kirche Saint-Ouen aus dem 12./13. Jahrhundert mit späteren An- und Umbauten
- Herrenhaus aus dem 17./18. Jahrhundert
- Schloss Le Jonquay aus dem 17. Jahrhundert

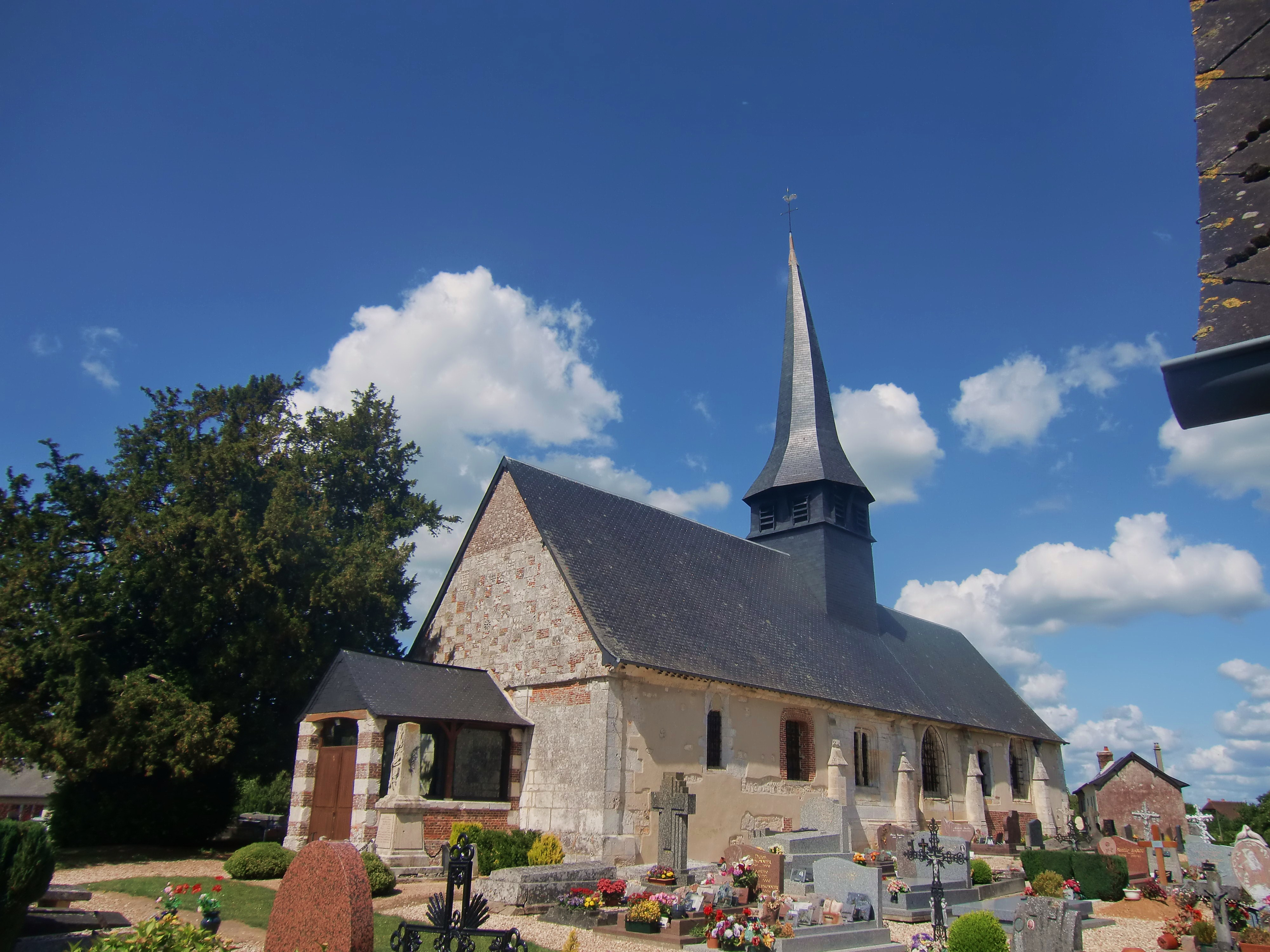
Kirche Saint-Ouen